# Football américain aux Jeux mondiaux de 2017
Navigation
Duisbourg 2005 Birmingham 2022
 (Flag football)
Les épreuves de football américain des Jeux mondiaux de 2017 ont lieu du 22 juillet au 24 juillet 2017 à Wrocław.

## Organisation
Après une épreuve inaugurale en 2005, le football américain revient au programme des Jeux mondiaux, toujours en tant que sport de démonstration.

## Phase finale
|  | Demi-finales       | Demi-finales       |                 |   | Finale             | Finale             |
|  | Demi-finales       | Demi-finales       |                 |   | Finale             | Finale             |
|  |                    |                    |                 |   |                    |                    |
|  | 22 juillet - 13h00 | 22 juillet - 13h00 |                 |   | 24 juillet - 19h00 | 24 juillet - 19h00 |
|  | 22 juillet - 13h00 | 22 juillet - 13h00 |                 |   | 24 juillet - 19h00 | 24 juillet - 19h00 |
|  | États-Unis         | 13                 |                 |   | 24 juillet - 19h00 | 24 juillet - 19h00 |
|  | États-Unis         | 13                 |                 |   | 24 juillet - 19h00 | 24 juillet - 19h00 |
|  | Allemagne          | 14                 |                 |   | 24 juillet - 19h00 | 24 juillet - 19h00 |
|  | Allemagne          | 14                 | Allemagne       | 6 |                    |                    |
|  | 22 juillet - 19h00 |                    | Allemagne       | 6 |                    |                    |
|  |                    | France             | 14              |   |                    |                    |
|  | Pologne            | France             | 14              | 2 |                    |                    |
|  | Pologne            |                    |                 | 2 |                    |                    |
|  | France             | 28                 |                 |   |                    |                    |
|  | France             | 28                 | Troisième place |   |                    |                    |
|  |                    |                    |                 |   |                    |                    |
|  | 24 juillet - 13h00 |                    |                 |   |                    |                    |
|  |                    |                    |                 |   |                    |                    |
|  | États-Unis         | 14                 |                 |   |                    |                    |
|  | États-Unis         | 14                 |                 |   |                    |                    |
|  | Pologne            | 7                  |                 |   |                    |                    |
|  | Pologne            | 7                  |                 |   |                    |                    |

## Médaillés
| Épreuve          | Or | Argent | Bronze |
| ---------------- | --- | --- | --- |
| Tournoi masculin | France- Pierrick Autret - Charles Delaroque - Romain Faucon - Edris Jean Alphonse - Raphael Kidari - Yann Dika Balotoken - Vincent Begou - Valentin Gnahoua - Giovanni Nanguy - Kevin Mwamba - Nicolas Khandar - Matthieu Fayard - Jeremy Duponchelle - Souleymane Karamoko - Olivier Bordin - Bastien Pereira - Jean-Amour Fazer - Aymeric Dethelot - Etienne Roudel - Robin Sebeille - Armel Ahidazan - Pierre Courageux - Mehdi Bekheira - Murphy Balame-Putu - Nelson Tsimi - Jefferson Alexandre - Paul Durand (it) - Sandy Marcin - Robin Mouton - Sébastien Sejean - Stephane Fortes - Willy Nkishi - Alexandre Le Gallo - Jean-Philippe Eldin - Maxime Roger - Nyohor Badiane - Claudio Jacquin - Averdie Mizius - Anthony Alix - Victor Ferrier - Nguendjo Yepmo - Brice Rontet - Arnaud Montgenie - Andrew James - Mamoudou Doumbouya | Allemagne- Donnie Ray Avant - Hendrik Hinrichs - Yannic Kiehl (de) - Patrick Poetsch (de) - Jazan Yassar - Christian Koeppe - Jason Owuso - Hermann Schramm - Levi Kruse - Sven Rieger - Thomas Rauch (de) - Thiadric Hansen (de) - Richard Grooten - Peter Arentsen - David Mueller - Moritz Meis (de) - Kwame Ofori (de) - Tissi Robinson (de) - Philipp Tolksdorf (de) - Alexander Haupert - Robin Fensch (de) - Aurieus Adegbesan - Marc Scherenberg - Marc Anthony Hor - Bejamin Mau - Sonny Weishaupt - Simon Filippo Gavanda - Jan Abrahamsen (de) - Maximilian Wild - Till Janssen - Sebastian Silva Gomez (de) - Tobias Nick - Thomas Schmidt - Leon Vincent Helm - Joshua Poznanski (de) - Harald Binczek - Jan Lanser - Mike Schallo - Nicolai Schumann (de) - Lane Acheampong (de) - Simon Brenner (de) - Paul Seemann - Aaron Wahl - Paul Zimmermann - Yannik Baumgaertner - Kerim Homri | États-Unis - Anthony Benson - Joe Bergeron - Tyrell Blanks - Billy Carlile - Cam Countryman - Meech Eaton - Terry Gaitor III - Austin Jones - Triston Mccathern - Taylor Palmer - Preston Rabb - Jabrai Regan - TJ Richardson - Gary Stevenson - Nick Sweet - Mike Van Deripe - John Van Vliet - Oscar Vazquez-Dyer - Archie Zaniewski - Zakkary Packard - Dante Cattaneo - Patrick Fitzgerald - Lamar Hall - Eric Janeau - Nick Reyna - John Moorhead - Cody Smith - Randall Jackson-Clemons - Dean Battle - Brett Perkins - Davarus Shores (en) - Ryan Seaberg - Dustin Hawke Willingham - Zachary Blair (de) - Giuliano Cattaneo - Mario Brown |

## Tableau des médailles
| Rang    | Nation     | Or | Argent | Bronze | Total |
| ------- | ---------- | -- | ------ | ------ | ----- |
| 1       | France     | 1  | 0      | 0      | 1     |
| 2       | Allemagne  | 0  | 1      | 0      | 1     |
| 3       | États-Unis | 0  | 0      | 1      | 1     |
| Total : | Total :    | 1  | 1      | 1      | 3     |